# Giovan Battista Contini
Giovan Battista Contini (ur. w 1642 w Montalcino, zm. 1723 w Rzymie) – włoski architekt, aktywny w epoce baroku.
Contini był uczniem Carla Fontany i Berniniego. Rozpoczął samodzielną praktykę w 1658, stając się czołowym architektem Stolicy Świętej po śmierci Berniniego. Współpracował z Carlo Fontaną w latach 1689–1704 w wytyczeniu i przy projektowaniu ogrodu w Cortile del Belvedere w Rzymie.
Specjalizował się w projektowaniu wystrojów kaplic rodowych patrycjatu rzymskiego (ołtarze, tablice nagrobne, katafalki i nagrobki naścienne upamiętniające zmarłych).
Działał przede wszystkim w Rzymie i na terenie Lacjum. Projektował też dla innych miast Półwyspu Apenińskiego. W latach 1683–1719 był wykładowcą, a nawet rektorem rzymskiej Akademii Świętego Łukasza.

## Dzieła Continiego w Rzymie

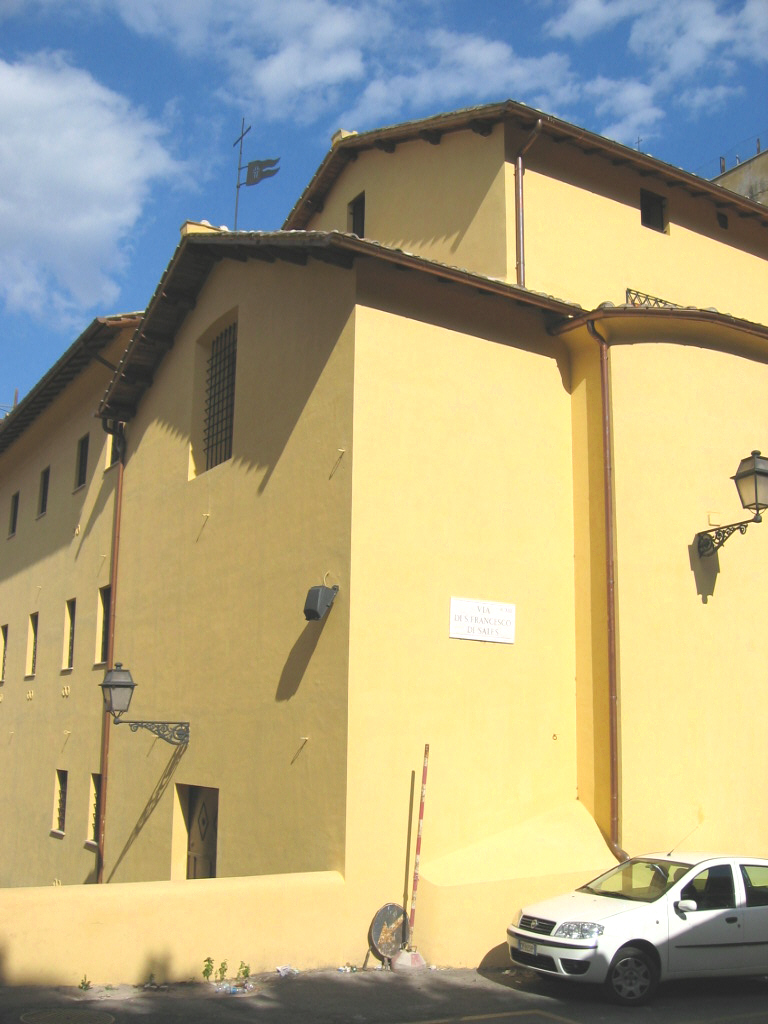
Dawny kościół Santa Maria della Visitazione e San Francesco di Sales w Rzymie

- 1671 - Kaplica św. Katarzyny, Kościół św. Sabiny na Awentynie
- ok. 1671 - Santa Maria della Visitazione e San Francesco di Sales na Zatybrzu (nie pełni funkcji sakralnych)
- 1675 - Santa Maria Annunziata delle Turchine na Eskwilinie (nie pełni funkcji sakralnych)
- 1670 - Palazzo Chigi na Piazza Colonna
- 1670 - Kaplica boczna w kościele Santa Maria del Suffragio przy Via Giulia
- 1684 - ołtarz w kościele Sant’Ivo alla Sapienza
- 1714-1721 - kościół Santissime Stimmate di San Francesco

## Dzieła Continiego poza Rzymem

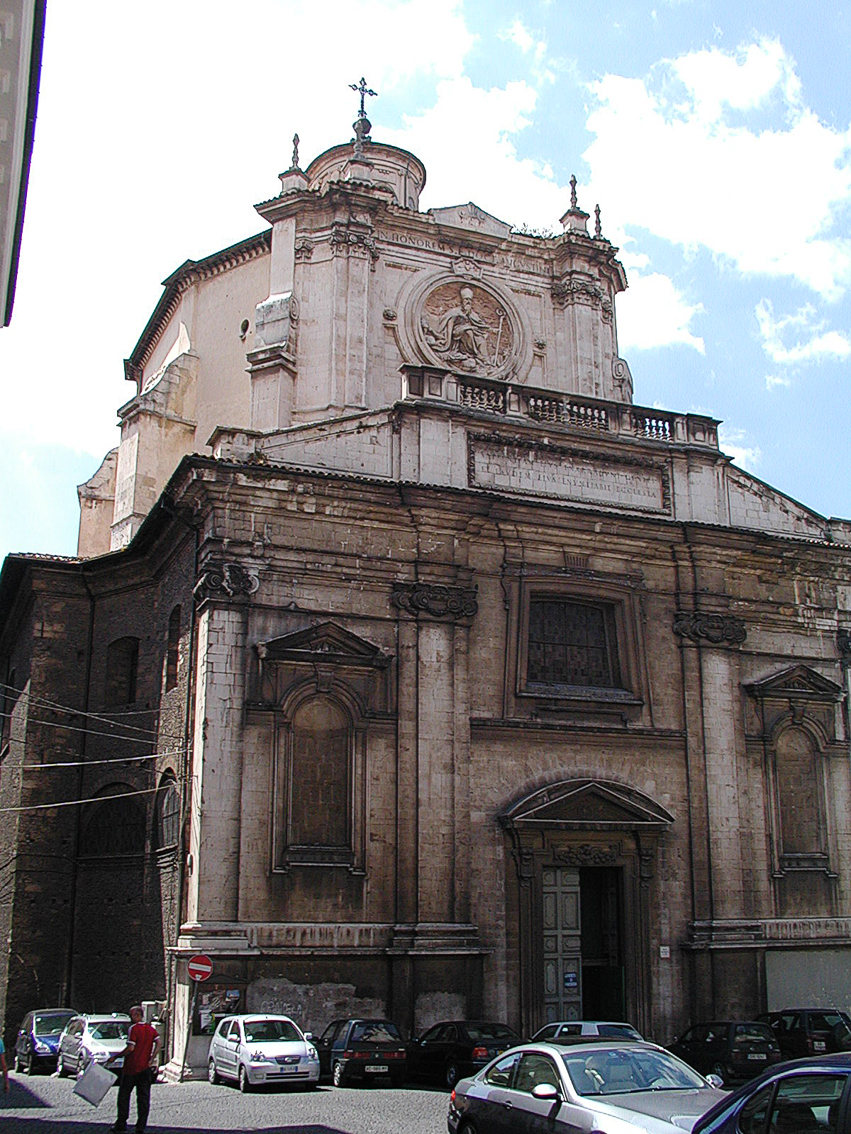
Fasada kościoła św. Augustyna w L’Aquili

- 1683 - dzwonnica katedry w Saragossie
- 1687 - projekt Klasztoru św. Mikołaja w Katanii
- 1689 - kościół i klasztor filipinów w Maceracie
- 1696-1724 - ołtarz w kaplicy Santi Valentino e Ilario w Katedrze św. Wawrzyńca w Viterbo
- 1699-1703 - odnowienie kościoła św. Dominika w Rawennie
- Palazzo Altieri w Monterosi
- Palazzo Bonaccorsi w Maceracie
- Palazzo Marescotti w Vetralla
- Katedra św. Andrzeja w Vetrallii
- projekt Kościoła św. Augustyna w L’Aquilii
- plan urbanistyczny dla rodziny Ruspoli w Vignanello
- 1710-1723 - projekt Kościoła Santa Maria della Presentazione w Borgo Contini
- plan urbanistyczny dla Borgo Contini
- 1723 - Palazzo Marescotti w Borgo Contini